# Любить тебя
«Любить тебя» (англ. Loving You) — американский художественный фильм-драма режиссёра Хэла Кантера, премьера которого состоялась 9 июля 1957 года. Картина полуавтобиографична и частично рассказывает о начале творческого пути Элвиса Пресли. В фильме приняли участие родители музыканта Вернон и Глэдис Пресли. После смерти Глэдис в 50-е годы Пресли отказался когда-либо смотреть этот фильм снова. Слоган ленты — «Ты полюбишь „Любить тебя“» (англ. You’ll Love Loving You)

## Сюжет
Дик Риверс (Пресли) работает водителем грузовика, но он обладает необычайным талантом к пению. Когда журналистка Гленда Маркл ( Лизабет Скотт) и известный музыкант Тэкс Уорнер (Уэнделл Кори) встречают его, они решают сделать из Дика настоящую эстрадную звезду…

## В ролях
- Элвис Пресли — Дик Риверс
- Долорес Харт — Сьюзан Джессоп
- Лизабет Скотт — Гленда Маркл
- Уэнделл Кори — Уолтер Текс Уорнер
- Джеймс Глисон — Карл Мид
- Ральф Дамке — Джим Толлмэн
- Скип Янг — Тедди
- Мэдж Блейк — наёмный агитатор (в титрах не указана)
- Сью Инглэнд — девушка из женского клуба (в титрах не указана)

## Даты премьер
Даты приведены в соответствии с данными kinopoisk.ru:
- США — 9 июля 1957
- Швеция — 7 октября 1957
- Финляндия — 1 ноября 1957
- Норвегия — 1 ноября 1957
- ФРГ — 17 января 1958
- Австрия — Февраль 1958
- Япония — 29 апреля 1958
- Дания — 2 февраля 1959

## Факты
- Картина «Любить тебя» является вторым фильмом, съёмки которого проходили до ухода музыканта в армию (последующие фильмы: «Тюремный рок» и «Кинг Креол», сюжеты которых основаны на историях, рассказывающих о возрождающейся звезде музыкальной арены).
- Заглавную песню фильма перезаписывали 40 раз, пока Элвис не был удовлетворён.[1]
- В сцене, где исполняется песня «Gotta Lotta Livin' To Do», среди публики можно заметить мать Элвиса — Глэдис.[1]
- Кинодебют актрисы Долорес Харт состоялся именно в фильме «Любить тебя». Долорес также снялась в четвёртом фильме Элвиса — Кинг Креол (1957 год). В 1963 году актриса полностью отошла от мирских дел. Долорес Харт теперь известна как Мать Долорес, прислуживающая в женском монастыре «Regina Laudis» в Вифлееме.[2]

## Саундтрек
См. Loving You